# ニーナワー県

ニーナワー県

ニーナワー県（ニーナワーけん、アラビア語：مُحَافَظَةُ نِينَوَى, Muḥāfaẓat Nīnawā）は、イラクの県。県都はモースル（اَلْمَوْصِل, al-Mawṣil/al-Mauṣil, アル＝マウスィル）。ニナワ州とも。

## 名称
ニーナワーの名は、アッシリア統治時代の都市名ニネヴェに由来する。
イラクでは نِينَوَى（Nīnawā, ニーナワー）は語末母音短母音化によるニーナワの他、ナイワナー、ナイナワ、ネイナワー、ネイナワといった発音も聞かれる。

## 地理
シリアとの国境を持つ。
隣接する県は、北にドホーク県、東にアンバール県、東南にサラーフッディーン県、南にアルビール県の4つ。
県都モースル（اَلْمَوْصِل, al-Mawṣil/al-Mauṣil, アル＝マウスィル）は、バグダードに次ぐイラク第二の都市。

## 住民

### 民族
アラブ人、アッシリア人、クルド人、ヤズィーディー。少数民族にシャバク人、イラク・トルクメン、アルメニア人。

### 言語
アラビア語、アラム語（現代アラム語）、クルド語、南アゼリー語、シャバク語、アルメニア語。

### 宗教
他のイラク北部各州同様、住民の宗教はスンナ派が中心。イラク・トルクメンはシーア派。アッシリア人とアルメニア人はキリスト教。少数民族のヤズィーディーは4000年近く信仰されている固有の宗教。一部の3万人程度の規模で存在するシャバク人という集団には、アレヴィー派の信者やシーア派と土着宗教が混合した教義を持つ宗教ヤルサン教の信者がいる。